# Pseudorus rufiventris
Pseudorus rufiventris là một loài ruồi trong họ Asilidae. Pseudorus rufiventris được von Roeder miêu tả năm 1887.